# Ischnostrangalis apicata
Ischnostrangalis apicata là một loài bọ cánh cứng trong họ Cerambycidae.